# Niệp quân
Niệp quân (giản thể: 捻军; phồn thể: 捻軍; bính âm: Niǎn Jūn) là những lực lượng vũ trang nông dân hoạt động tại các khu vực giáp ranh của 8 tỉnh An Huy - Hà Nam - Sơn Đông - Giang Tô - Hồ Bắc - Thiểm Tây - Sơn Tây - Hà Bắc ở phía bắc Trường Giang, chống lại chính quyền nhà Thanh trong khoảng thời gian 1851 - 1868. Mặc dù không lật đổ được triều đại nhà Thanh, nhưng cuộc nổi dậy đã gây ra những thiệt hại to lớn về cả kinh tế lẫn nhân mạng, những nhân tố lâu dài dẫn đến sự sụp đổ nhà Thanh vào đầu thế kỷ 20.

## Sự hình thành
Niệp hay Niệm là phương ngữ Hoài Bắc, được hiểu là "một bọn" hay "một nhóm". Niệp đảng được thành lập vào cuối những năm 1840 bởi Trương Nhạc Hành và đến năm 1851 số lượng người gia nhập đã lên đến 400 ngàn người. Không giống như Cuộc nổi dậy Thái Bình Thiên Quốc, Niệp đảng ban đầu không có mục tiêu và định hướng hoạt động rõ ràng, ngoại trừ đem đến những lời chỉ trích cho triều đình nhà Thanh. Khẩu hiệu của họ là  "cướp của người giàu chia cho người nghèo". Tuy nhiên, sau một loạt thảm họa môi trường và những năm mất mùa liên tiếp, những người trong Niệp đảng bắt đầu bị kích động chống lại chế độ, nên quan lại nhà Thanh mới gọi là giặc Niệp (捻匪, Niệp phỉ).
Lũ sông Hoàng Hà năm 1851 đã gây ngập lụt hàng ngàn dặm vuông, gây thiệt hại to lớn cho cuộc sống của người dân. Chính quyền nhà Thanh bắt tay vào xử lý hậu quả sau thiên tai nhưng sự cứu trợ người dân lại không đạt hiệu quả bởi sự cạn kiệt tài chính sau Cuộc chiến tranh nha phiến với Đế quốc Anh xảy cách đó không lâu và đợt tàn sát đang diễn ra của Cuộc nổi dậy Thái Bình Thiên Quốc. Thiệt hại từ đợt lũ lụt này chưa kịp khắc phục xong thì đập sông Hoàng Hà tiếp tục bị vỡ vào năm 1855, nhấn chìm hàng ngàn người và tàn phá tỉnh Giang Tô màu mỡ. Cùng với sự tàn phá do lũ lụt gây ra chính là nạn đói ngày một lan rộng. Thời điểm đó, triều đình nhà Thanh đang phải dốc toàn lực đàm phán với các cường quốc châu Âu, tài chính lại cạn kiệt nghiêm trọng, tiếp tục không thể cứu trợ thiên tai hiệu quả. Điều này khiến cho Niệp quân tức giận, họ đổ lỗi cho người châu Âu đã góp phần vào những rắc rối của quốc gia, và ngày càng coi chính quyền nhà Thanh là bất tài.
Những người nổi dậy trong Niệp quân dường như bị ảnh hưởng bởi Khởi nghĩa Bạch Liên giáo trước đó, họ tuyển mộ người từ các hội và giáo phái bí mật như Bạch Liên giáo, lại tích cực sử dụng những biểu tượng, biểu ngữ của Bạch Liên giáo như Anh em kết nghĩa, Cờ ngũ hành, cờ bát quái và sử dụng rộng rãi các tổ chức nữ chiến binh. Trương Nhạc Hành đã tự xưng là "Đại Hán Vĩnh vương" hay "Đại Hán Minh Mệnh vương", gợi nhớ đến vị trí lãnh đạo của Bạch Liên giáo.
Một số nhà nghiên cứu như Valerie Hudson và Andrea den Boer cho rằng, sự khốn khó về kinh tế liên quan đến lũ lụt hàng thập kỷ đã khiến cho số phụ nữ giảm sút mạnh, dẫn đến số lượng lớn thanh niên không thể cưới vợ, chính là một trong những nguyên nhân thúc đẩy cuộc nổi loạn này.

## Niên biểu hoạt động
- Năm 1851, Niệp đảng ở các nơi Nam Dương, Nam Triệu, huyện Đường (nay là Đường Hà) thuộc nam bộ Hà Nam tụ chúng khởi nghĩa.
- Năm 1852, bắc bộ An Huy gặp hạn hán lớn, nông dân kéo nhau gia nhập Niệp. Người Bạc Châu là bọn Trương Nhạc Hành (hay Trương Lạc Hành), Cung Đắc Thụ tụ tập hơn vạn Niệp tử đánh chiếm Vĩnh Thành, Hà Nam. Tháng 11 cùng năm, Niệp quân ở Mông Thành, An Huy uống máu ăn thề, đưa Trương Nhạc Hành làm minh chủ, nổi dậy kháng Thanh, gọi là Thập Bát Phố tụ nghĩa.
- Năm 1853, vào lúc quân Bắc phạt của Thái Bình Thiên Quốc đi qua An Huy, Hà Nam, Niệp đảng ở bắc bộ An Huy nhao nhao hưởng ứng, dân đói khắp nơi nổi dậy, mỗi năm hai mùa xuân thu tụ tập ra ngoài cướp bóc lương thực.
- Năm 1855, Hoàng Hà vỡ đê, một lượng lớn nạn dân mất nhà cửa của Sơn Đông, bắc bộ An Huy, bắc bộ Giang Tô (Khai Phong về phía đông) nối nhau gia nhập Niệp. Niệp đảng ở Bạc Châu, Mông Thành đưa Trương Nhạc Hành lên làm minh chủ, hiệu là Đại Hán Vĩnh vương (còn gọi là Đại Hán Minh Mạng vương), lấy Trĩ Hà tập (nay là Qua Dương, An Huy) làm căn cứ địa; đặt ra 19 điều Hành quân điều lệ, tổ chức thành Niệp quân, bày ra Ngũ kỳ quân chế: vàng, trắng, chàm, đen, đỏ, đạt đến mấy chục vạn người, là cao điểm của phong trào. Nam - bắc sông Hoài, khắp nơi đều có Niệp quân.
- Năm 1856, Trương Nhạc Hành chiếm lĩnh vị trí xung yếu của giao thông thủy lục là Tam Hà Tiêm thuộc Dĩnh Châu, tiếp nhận phong hiệu của Thiên vương Hồng Tú Toàn, dù thực tế là nghe phong không nghe lệnh, nhưng vẫn hợp tác chặt chẽ với Trần Ngọc Thành.
- Năm 1858 đến 1862, Niệp quân chuyển sang chiến đấu ở các nơi Hà Nam, Sơn Đông, An Huy, Giang Tô, có thắng có thua, Trương Nhạc Hành được thăng làm Chinh bắc chủ tướng, phong là Ốc vương.
- Năm 1860, Niệp quân vì muốn cướp lương thực của kho thóc bộ Hộ, đánh phá Thanh Giang Phố (nay là khu Chủ Thành, thành phố Hoài An, Giang Tô), trọng trấn thương nghiệp ven Kinh Hàng Đại Vận Hà, bắc bộ Giang Tô, cũng là nơi đặt trị sở của Nam hà tổng đốc [Chú 1], rồi thiêu hủy hơn 20 dặm phố xá của nơi này, cháy lan đến kho thóc bộ Hộ và 4 xưởng đóng tàu của bộ Công. Nhưng không thể công phá nổi phủ thành Hoài An (nay là khu Sở Châu, thành phố Hoài An, Giang Tô), trị sở của Tào vận tổng đốc [Chú 2] cách đó 15 km vì tường thành cao lớn và kiên cố. Cùng năm Niệp quân đánh hạ các thành thị chủ yếu như Khai Phong và Tế Ninh.
- Năm 1861, Niệp quân hoạt động rất mạnh mẽ, đánh phá Lão Hà Khẩu và Tương Dương, Phàn Thành của Hồ Bắc. Một nhánh Niệp quân tiến vào Sơn Đông, áp sát Tế Nam và Yên Đài, bị quân Anh, Pháp đẩy lui.
- Năm 1863, Tăng Cách Lâm Thấm đánh hạ Trĩ Hà Tập, Bạc Châu (nay là huyện thành của Qua Dương, An Huy), Trương Nhạc Hành bị bắt.
- Năm 1864, Thái Bình Thiên Quốc diệt vong, Tuân vương Lại Văn Quang và bọn Lương vương Trương Tông Vũ tổ chức lại Niệp quân. Lại Văn Quang chính thức cho tướng lĩnh dưới quyền trong Niệp quân nhận các vương hiệu của Thái Bình Thiên Quốc. Niệp quân mới áp dụng chiến thuật linh hoạt cơ động, dần phát triển lên đến hơn 10 vạn bộ kỵ.
- Ngày 18 tháng 5 năm 1865, Niệp quân tại Tào Châu, Sơn Đông (nay là huyện Tào, Hà Trạch, Sơn Đông) tiêu diệt toàn bộ đội quân bộ kỵ chủ lực của tướng nhà Thanh là Tăng Cách Lâm Thấm đuổi nà không tha, giết Tăng Cách Lâm Thấm. Hoa Bắc chấn động, Bắc Kinh giới nghiêm. Nhà Thanh lệnh cho Tằng Quốc Phiên tiễu Niệp. Tằng thay biện pháp đuổi đánh bằng biện pháp ngăn diệt, ở Chu Gia Khẩu, Hà Nam (nay là khu Xuyên Hối, thành phố Chu Khẩu, Hà Nam) - Tế Ninh, Sơn Đông - Từ Châu, Giang Tô - Lâm Hoài quan, An Huy (nay là trấn Lâm Hoài, huyện Phượng Dương, thành phố Trừ Châu, An Huy) đặt làm 4 trấn, đóng 8 vạn Hoài quân và Tương quân, bao vây Niệp quân trong vùng giáp ranh của Giang Tô, Hồ Nam, An Huy. Ngoài ra còn xây dựng xóm, trại tại căn cứ địa của Niệp quân ở Hoài Bắc, thanh tra hộ khẩu, thực hiện phép Bảo Giáp Liên Tọa [Chú 3]. Nhưng Niệp quân đột phá vòng vây của Tương quân, Hoài quân, tiến vào Hồ Bắc. Sau đó đột phá phòng tuyến sông Giả Lỗ [Chú 4] nằm giữa khoảng Khai Phong, Chu Tiên trấn (tây nam Khai Phong) chạy đến Sơn Đông. Tằng Quốc Phiên bị rút chức Khâm sai đại thần, Lý Hồng Chương kế nhiệm.
- Tháng 10 năm 1866, Niệp quân chia làm 2 bộ đông - tây, Đông do Lại Văn Quang soái lĩnh, Tây do Trương Tông Vũ soái lĩnh tiến vào Thiểm Tây.
- Năm 1867, Đông Niệp bị Hoài quân của Lý Hồng Chương vây khốn, đột vây thất bại; tháng 11, Nhiệm Trụ trong lúc giao chiến với Lưu Minh Truyền bị bộ hạ làm phản sát hại, mất đi chủ lực; quân Tây Niệp tiến xuống phía đông cứu viện.
- Tháng giêng năm 1868, toàn quân Đông Niệp tại sông Giao Lai, Sơn Đông bị tiêu diệt, Lại Văn Quang bị bắt giết; Tây Niệp tiến vào Thiểm Tây, phối hợp dân quân Hồi tộc tác chiến, sau vì cứu viện quân Đông Niệp, đã từng áp sát Bảo Định, Thiên Tân. Tháng 8, Tây Niệp bị Hoài quân vây khốn tại tây bắc bộ Sơn Đông, gặp trời mưa lớn liên tiếp nhiều ngày, kỵ binh không thể dùng được, khiến cho toàn quân tan rã thất bại, Trương Tông Vũ trên đường bỏ trốn thì mất tích. Đến đây cuộc khởi nghĩa Niệp quân đành cáo chung.

## Lãnh tụ
- Trương Nhạc Hành (? – 1863), bị bắt giết.
- Trương Tông Vũ (? - ?), mất tích.
- Lại Văn Quang (1827 – 1868), bị bắt giết.
- Hầu Sĩ Duy (? – 1858), bị nội bộ sát hại.
- Cung Đắc Thụ (? – 1861), tử trận.
- Tôn Quỳ Tâm (? – 1861), bị bộ hạ sát hại.
- Tô Thiên Phúc (? – 1863), tử trận.
- Nhiệm Trụ (? – 1867), bị bộ hạ sát hại.
- Trương Vũ Tước (?-1868), tử trận.
- Lý Uẩn Thái (? – 1868), đầu hàng nhà Thanh nhưng vẫn bị giết.

## Trận đánh tiêu biểu
- Trận Cao Lâu trại
- Trận Vĩnh Thành
- Trận Doãn Long hà
- Trận Bá Kiều
- Trận Nhiêu Dương
- Trận Trĩ Hà tập

## Ý nghĩa lịch sử
Phong trào khởi nghĩa Niệp quân kéo dài 18 năm, trải rộng 8 tỉnh, tiêu diệt hơn 10 vạn quân Thanh và đoàn luyện địa phương, phối hợp với Thái Bình Thiên Quốc và khởi nghĩa nông dân các nơi của phương bắc, đả kích nặng nề chính quyền nhà Thanh.
Niệp quân chiến đấu kháng Thanh trong một thời gian dài, hình thành một dạng chiến thuật lưu động, thường có thể khắc chế kẻ địch mà giành chiến thắng. Nhưng lãnh đạo Niệp quân về chính trị có tầm nhìn nhỏ hẹp, không thể lãnh đạo và chỉ huy một cách thống nhất tập trung; về quân sự thì thực hiện Lưu khấu chủ nghĩa (Lưu: lưu động, khấu: giặc cướp), sao nhãng việc xây dựng và củng cố căn cứ địa, sau đó lại đem quân lực chia làm hai, chỉ đạo tác chiến manh động, dẫn đến bị quân Thanh dễ dàng đánh phá, tiêu diệt toàn quân.